# Chironomus curtitarsis
Chironomus curtitarsis är en tvåvingeart som först beskrevs av Jean-Jacques Kieffer 1913.  Chironomus curtitarsis ingår i släktet Chironomus och familjen fjädermyggor. Inga underarter finns listade i Catalogue of Life.